# François Robichon
Pour l'écuyer français du XVIIIe siècle, voir François Robichon de La Guérinière. Pour les autres homonymes, voir Robichon.
François Robichon, né en 1954, est un universitaire et historien de l'art français, spécialiste de l'iconographie militaire,. 

## Publications
Liste non exhaustive
- Alphonse de Neuville : 1835-1885, 2010, éd Nicolas Chaudun
- Édouard Detaille, un siècle de gloire militaire, 2007, Bernard Giovanangeli éd. et ministère de la Défense, 143 p.
- (avec Francis Gueth)  La Grande Armée par Victor Huen, 2004, éd. Herscher
- L'Armée française vue par les peintres - 1870-1914, 2000, ministère de la Défense et éd. Herscher
- (avec Jean Tulard) Raffet, 1804-1869, 1999, éd. Herscher
- Benjamin Rabier, l'homme qui fait rire les animaux, 1993, éd. Hoëbeke[4]
- (avec Bruno Foucart) Normandie : l'épopée du « Géant des mers », 1985, éd. Herscher, 207 p.  (ISBN 2733500864)
- Job ou l'histoire illustrée (préf. S. A. le prince Napoléon Murat), 1984, éd. Herscher[4], 159 p.  (ISBN 2-7335-0070-8)